# Kingston upon Thames
Kingston upon Thames

Vist i Greater London
| Status                | Distrikt             |
| Areal:                | 37,25 km²            |
| Befolkning:           | 150.161 (2002)       |
| Befolkningstæthed:    | 4031 pr. km²         |
| ONS-kode:             | 00AX                 |
| Adm. center:          | Kingston upon Thames |
| Adm. grevskab:        | Greater London       |
| Ceremonielt grevskab: | Greater London       |
|                       |                      |
| Region:               | Greater London       |
|                       |                      |

Kingston upon Thames (fuldt navn Royal Borough of Kingston upon Thames med status som London borough og Royal borough) er det ældste af de kongelige distrikter i England og Wales. Området var tidligere en del af Surrey, men indgår nu i Greater London.
Hele syv angelsaksiske konger er kronet her: Edvard den Ældre (900), Adalstein (925), Edmund 1. (939), Edred (946, Edwy (956), Edvard Martyren (975) og Ethelred den rådville (979).
I sin nuværende form blev distriktet oprettet i 1965 ved en sammenlægning af de gamle distrikter Kingston upon Thames, Malden and Coombe og Surbiton.

## Byer og landsbyer i distriktet
- Berrylands
- Chessington
- Coombe
- Kingston upon Thames
- Kingston Vale
- Malden Rushett
- Motspur Park
- New Malden
- Norbiton
- Old Malden
- Surbiton
- Tolworth

51°24′30″N 0°18′19″V / 51.4083°N 0.3053°V